# Maurits Hansen-prisen
De Maurits Hansen-prisen – Nytt Blod is een Noorse literatuurprijs die sinds 2009 jaarlijks wordt uitgereikt op het literatuurfestival Kongsberg Krim voor het beste Noorse misdaadromandebuut van het voorgaande jaar.
De prijs is vernoemd naar de Noorse schrijver Maurits Hansen (1794-1842) die een pionier was op het gebied van misdaadromans.

## Winnaars
| Jaar | Auteur                   | Titel                      |
| ---- | ------------------------ | -------------------------- |
| 2017 | Stein Sørensen           | 4                          |
| 2016 | Ingebjørg Berg Holm      | Stjerner over, mørke under |
| 2015 | Lene Lauritsen Kjølner   | Høyt henger de             |
| 2014 | Gard Sveen               | Den siste pilegrimen       |
| 2013 | Monika Nordland Yndestad | Jentene fra balletten      |
| 2012 | Jørgen Brekke            | Nådens omkrets             |
| 2011 | Alexandra Beverfjord     | Kretsen                    |
| 2010 | Knut Lindh               | Når den døde våkner        |
| 2009 | Merete Junker            | Jenta med ballongen        |